# Bryum eremaeum
Bryum eremaeum là một loài rêu trong họ Bryaceae. Loài này được Catches. ex J.R. Spence & H.P. Ramsay mô tả khoa học đầu tiên năm 1996.